# Руджеро Майнері
Руджеро Майнері (італ. Ruggero Maineri, 24 лютого 1892, Генуя — 18 серпня 1958, Леванто) — італійський футболіст, що грав на позиції захисника. По завершенні ігрової кар'єри — тренер.
Виступав, зокрема, за клуб «Дженоа».
Чемпіон Італії.

## Клубна кар'єра
Народився 24 лютого 1892 року в місті Генуя. Вихованець футбольної школи клубу «Дженоа». Дорослу футбольну кар'єру розпочав 1911 року в основній команді того ж клубу, в якій провів вісім сезонів, взявши участь у 9 матчах чемпіонату. За цей час виборов титул чемпіона Італії.
Завершив ігрову кар'єру у команді «Дженоа», у складі якої вже виступав раніше. Повернувся до неї 1921 року, захищав її кольори до припинення виступів на професійному рівні у 1922 році.

## Кар'єра тренера
Розпочав тренерську кар'єру, ще продовжуючи грати на полі, 1919 року, очоливши тренерський штаб клубу «Сестрезе».
Останнім місцем тренерської роботи був клуб «Андреа Доріа», головним тренером команди якого Руджеро Майнері був з 1922 по 1923 рік.
Помер 18 серпня 1958 року на 67-му році життя у місті Леванто.

## Титули і досягнення
- Чемпіон Італії (1):

«Дженоа»: 1914-1915